# Micropodisma salamandra
Micropodisma salamandra är en insektsart som först beskrevs av Fischer 1853.  Micropodisma salamandra ingår i släktet Micropodisma och familjen gräshoppor. Inga underarter finns listade i Catalogue of Life.